# Classe Kashtan
Le unità appartenenti alla classe Kashtan (progetto 141 secondo la classificazione russa) sono grandi rimorchiatori per la movimentazione dell'ancora, progettati anche per svolgere operazioni di caricamento e scaricamento di merci dalle navi della marina russa. La classificazione russa per tali navi è in russo килектор?, kilektor, "rimorchiatore per la movimentazione dell'ancora", abbreviato KIL.

## Utilizzo
Costruite a Rostock, nell'allora Germania Est, sono entrate in servizio tra il 1988 ed il 1990 in otto esemplari. Dal punto di vista progettuale, sono direttamente derivate dalla precedente classe Sura. Sono equipaggiate con un montacarichi sistemato a poppa, capace di sollevare carichi di circa 100 tonnellate.
La marina russa è il maggior utilizzatore delle Kashtan. Ne risultano operative ben sette unità:
- Aleksandr Puškin (ex KIL-926 fino al 1999): entrata in servizio nel 1988, è operativa nella Flotta del Baltico. Il montacarichi può essere utilizzato in missioni di salvataggio (progetto 141S).
- KIL-927: entrata in servizio nel 1988, è operativa nella Flotta del Pacifico.
- KIL-143: entrata in servizio nel 1989, è operativa nella Flotta del Nord.
- KIL-158: entrata in servizio nel 1989, è operativa nella Flotta del Mar Nero. È stata sottoposta a lavori di revisione nel 2007-2008.[1]
- KIL-164: entrata in servizio nel 1989, è operativa nella Flotta del Nord.
- KIL-498: entrata in servizio nel 1990, è operativa nella Flotta del Pacifico.
- SS-750 (ex KIL-140 fino al 1995): entrata in servizio nel 1990, dal 1995 è utilizzata come nave da salvataggio per sottomarini (oltre che come nave cargo). Il montacarichi può essere utilizzato in missioni di salvataggio (progetto 141S). In servizio nella Flotta del Baltico.
- KIL-168: entrata in servizio nel 1990, è operativa nella Flotta del Pacifico.[2]

Le unità operative con la Flotta del Pacifico sono utilizzate in campo commerciale, ma rimangono comunque a disposizione della marina in caso di necessità.

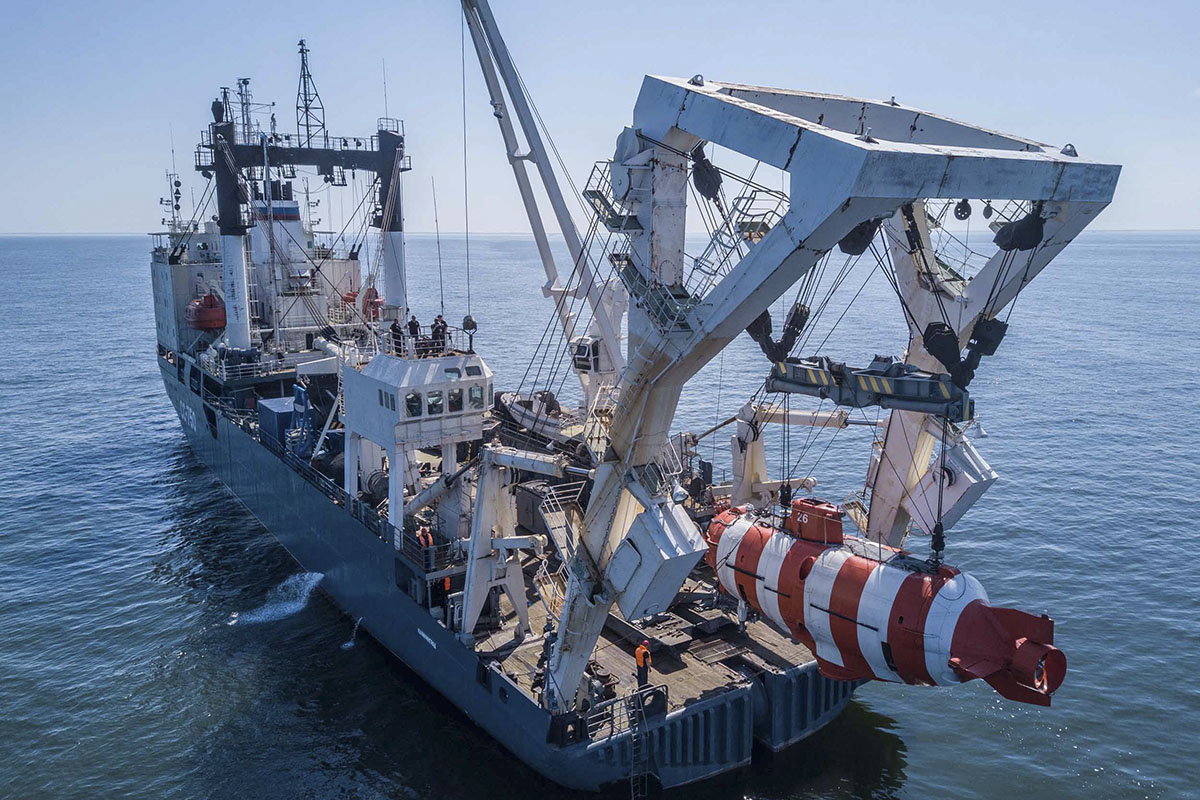
La SS-750 e il DSRV AS-26 della classe Priz nel 2020, mar Baltico

In Aprile 2023 il Comando per la difesa danese ha confermato che la SS-750 si trovava nei pressi dei gasdotti Nord Stream 1 e 2 quattro giorni prima delle esplosioni delle pipeline nel mar Baltico.